# فیزیک خورشیدی
فیزیک خورشیدی (انگلیسی: Solar physics)، شاخه‌ای از اخترفیزیک است که ویژگی آن تمرکز در مطالعه و سنجش نزدیک‌ترین ستاره؛ خورشید است، اندازه‌گیری‌های دقیقی که انجام آن‌ها، تنها برای نزدیکترین ستاره به ما امکان‌پذیر است. این رشته با بسیاری از رشته‌های فیزیک محض، اخترفیزیک، علوم رایانه، از جمله پویایی شاره‌ها، فیزیک پلاسما شامل مگنتوهیدرودینامیک، زلزله‌شناسی، فیزیک ذرات، فیزیک اتمی، فیزیک هسته‌ای، تکامل ستارگان، فیزیک فضا، طیف‌سنجی، انتقال تابشی، نورشناسی، پردازش سیگنال، بینایی رایانه‌ای، فیزیک محاسباتی، اخترفیزیک و نجوم خورشیدی سر و کار دارد.
از آنجا که خورشید به‌گونهٔ منحصر به فردی برای مشاهدهٔ نزدیک در نزدیکی قرار گرفته (از دیگر ستاره‌ها نمی‌توان برای مواردی مانند دقت و تفکیک‌پذیری‌های فاصله‌ای یا زودگذر؛ که با خورشید می‌تواند حل و فصل شود)، انشعابی بین رشتهٔ مربوط به اخترفیزیکِ مشاهده‌ای (از ستاره‌ها از راه دور) و مشاهدات فیزیک خورشیدی وجود دارد.
مطالعهٔ فیزیک خورشیدی هم مهم است زیرا یک آزمایشگاه حقیقی برای مطالعهٔ فیزیک پلاسما ارائه می‌دهد.

## تاریخچه

### زمان باستان
بابلی‌ها سابقهٔ خورشیدگرفتگی‌ها را ثبت و نگهداری می‌کردند که سابقهٔ قدیمی‌ترین آن در بارهٔ شهر باستانی «اوگاریت»، در سوریهٔ امروز است. این رکورد به حدود ۱۳۰۰ سال پیش از میلاد بر می‌گردد. اخترشناسان باستان چینی نیز مشاهدهٔ پدیده‌های خورشیدی (مانند گرفتگی‌های خورشیدی و لکه‌های قابل مشاهدهٔ خورشید) را با هدف نگه داشتن گاه‌شماری و تقویم، که براساس چرخه‌های ماه و خورشید بود، مشاهده و ثبت کردند. متأسفانه، پرونده‌هایی که پیش از سال ۷۲۰ قبل از میلاد نگهداری می‌شد، بسیار مبهم هستند و اطلاعات مفیدی ارائه نمی‌دهند. به هر حال، پس از ۷۲۰ پیش از میلاد، ۳۷ مورد گرفتگی خورشیدی در طی ۲۴۰ سال به ثبت رسیده‌است.

### دورهٔ رنسانس
رنسانس در اخترشناسی، با کارهای نیکلاس کوپرنیک آغاز شد. او پیشنهاد گردش سیاره‌ها در اطراف خورشید و نه در اطراف زمین را؛ به اعتقاد آن زمان در اروپا، مطرح کرد. این مدل به عنوان مدل خورشیدمرکزی شناخته شده‌است. کار او بعداً توسط یوهانس کپلر و گالیلئو گالیله گسترش یافت. به‌طور خاص، گالیله از تلسکوپ جدید خود برای نگاه کردن به خورشید استفاده کرد. در سال ۱۶۱۰، اشعه‌های خورشیدی را بر روی سطح آن کشف کرد. در پاییز سال ۱۶۱۱، یوهانس فابریسیوس نخستین کتاب را در مورد لکه‌های خورشیدی، (دربارهٔ لکه‌های مشاهده‌شده در خورشید) نوشت.